# Tatarenkowa (Kursk)
Tatarenkowa (russisch Татаренкова) ist ein Dorf (derewnja) in der Oblast Kursk in Russland. Es gehört zum Rajon Kursk und zur Landgemeinde (selskoje posselenije) Nischnemedwedizki selsowjet.

## Geographie
Der Ort liegt an der Nordgrenze des Oblastverwaltungszentrums Kursk im südwestlichen Teil der Mittelrussischen Platte, 5 km Luftlinie vom Sitz des Dorfsowjet – Werchnjaja Medwediza, 96 km von der Grenze zwischen Russland und der Ukraine.

### Klima
Das Klima im Ort ist wie im Rest des Rajons kalt und gemäßigt. Es gibt während des Jahres eine erhebliche Niederschlagsmenge. Dfb lautet die Klassifikation des Klimas nach Köppen und Geiger.

## Bevölkerungsentwicklung
| Jahr | Einwohner |
| ---- | --------- |
| 2002 | 523       |
| 2010 | 492       |

Anmerkung: Volkszählungsdaten

## Verkehr
Tatarenkowa liegt an der Fernstraße föderaler Bedeutung M2 „Krim“ (ein Teil der Europastraße E105) und 9 km vom nächsten Bahnhof Kursk (Eisenbahnstrecken: Orjol – Kursk, Kursk – 146 km und Lgow-Kijewski – Kursk) entfernt.
Der Ort liegt 132 km vom internationalen Flughafen von Belgorod entfernt.